# Przeprawa (film 2000)
Przeprawa (ang. The Crossing) – amerykański telewizyjny film historyczny z 2000 roku opowiadający o bitwie pod Trenton. Film jest adaptacją opartej na faktach powieści Howarda Fasta.

## Fabuła
Rok 1776. Trwa wojna o niepodległość Stanów Zjednoczonych. Armia generała George’a Washingtona gnębiona przez głód i choroby zostaje osaczona przez wojska brytyjskie i ich sojuszników. Wszystko wskazuje na to, że klęska jest nieunikniona. Wówczas generał Waszyngton decyduje się na ryzykowny manewr. Organizuje atak z zaskoczenia na miasto Trenton, zajęte przez sprzymierzonych z Brytyjczykami żołnierzy heskich. Atak poprzedza dramatyczna przeprawa armii przez rzekę Delaware w dzień Bożego Narodzenia.

## Główne role
- Jeff Daniels – Gen. Jerzy Waszyngton
- Roger Rees – Gen. Hugh Mercer
- Sebastian Roché – John Glover
- Steven McCarthy – Alexander Hamilton
- John Henry Canavan – Gen. Henry Knox
- Ned Vukovic – Gen. William Alexander
- David Ferry – Gen. Nathaniel Greene
- Nigel Bennett – Gen. Horatio Gates
- Karl Pruner – Gen. Sullivan
- Duncan McLeod – Williams
- Andrew Kraulis – Billy
- Kelly Harms – Tommy
- Jonathan Watton – Cadman
- Kris Holden-Ried – kapitan Heineman
- Paulette Sinclair – pani Barclay
- Donald Ewer – McKonkey